# Macaranga magnistipulosa
Macaranga magnistipulosa är en törelväxtart som beskrevs av Ferdinand Albin Pax. Macaranga magnistipulosa ingår i släktet Macaranga och familjen törelväxter.
Artens utbredningsområde är Ekvatorialguinea. Inga underarter finns listade i Catalogue of Life.